# Serotonină
Serotonina sau 5-hidroxitriptamina (5-HT) este un neurotransmițător monoaminic din clasa indolaminelor. Serotonina este sintetizată din aminoacidul esențial L-triptofan.
Aproximativ 90% din serotonina corporală totală este localizată în celulele enterocromafine ale tractului gastrointestinal și participă la reglarea motilității digestive. De asemenea, 5-HT prezentă în trombocite servește ca vasoconstrictor și ajută la realizarea hemostazei primare. Serotonina din sistemul nervos acționează ca un transmițător local la nivelul sinapselor și ca un modulator paracrin sau hormonal al circuitelor după difuzie, permițând o mare varietate de răspunsuri comportamentale „dependente de stare” la diferiți stimuli. Serotonina este distribuită pe scară largă în sistemul nervos al vertebratelor și nevertebratelor, iar unele dintre efectele sale comportamentale s-au păstrat de-a lungul evoluției. Aici sunt incluse comportamentul agresiv și modelele motrice ritmice, inclusiv cele responsabile de hrănire.
La vertebrate, care prezintă un repertoriu comportamental mai larg și mult mai sofisticat, serotonina modulează, de asemenea, somnul, starea de excitare, comportamentul sexual și altele, iar deficiențele sistemului serotoninergic provoacă tulburări precum depresia, tulburarea obsesiv-compulsivă, fobiile, tulburarea de stres posttraumatic, epilepsia și tulburarea de anxietate generalizată.
Serotonina este, de asemenea, un metabolit microbial, serotonina urinară este produsă de Candida, Streptococcus, Escherichia și Enterococcus.

## Biosinteză
| Enzime: TPH = triptofan hidroxilază DCC = DOPA decarboxilază | Cofactori: BH4 = tetrahidrobiopterină BH2 = dihidrobiopterină PLP = piridoxal fosfat |

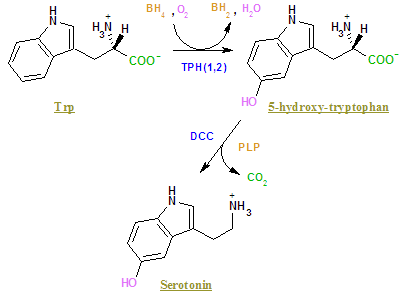
Calea pentru sinteza serotoninei din triptofan
Enzime:
TPH = triptofan hidroxilază
DCC = DOPA decarboxilază
Cofactori:
BH_{4} = tetrahidrobiopterină
BH_{2} = dihidrobiopterină
PLP = piridoxal fosfat

Serotonina este sintetizată din aminoacidul L-triptofan printr-o cale metabolică scurtă constând în două enzime, triptofan hidroxilaza (TPH) și L-aminoacid aromatic decarboxilaza (AADC).
Neuronii serotoninergici conțin enzima L-triptofan-5-monooxigenaza, mai frecvent denumită triptofan hidroxilaza, care convertește triptofanul în 5-hidroxitriptofan (5-HTP). Triptofan hidroxilaza conține 444 de aminoacizi, corespunzător unei mase moleculare de aproximativ 51.000 Da. În creier, această enzimă este sintetizată în corpurile neuronilor serotoninergici ai nucleilor rafeului și se găsește numai în celulele care sintetizează 5-HT. S-a dovedit că TPH există în două izoforme: TPH1, care se găsește în epifiză și celulele enterocromafine, și TPH2, exprimată în neuroni ai nucleilor rafeului și ai plexului mienteric. Cealaltă enzimă implicată în sinteza 5-HT, L-aminoacid aromatic decarboxilaza, este o enzimă dependentă de piridoxal 5'-fosfat solubil care convertește 5-HTP în 5-HT. AADC conține 380 de aminoacizi, corespunzător unei mase moleculare de aproximativ 54.000 Da, și este prezentă nu numai în neuronii serotoninergici, ci și în neuronii catecolaminergici unde convertește 3,4-dihidroxifenilalanina (DOPA) în dopamină.
Hidroxilarea inițială a triptofanului, mai degrabă decât decarboxilarea 5-HTP, pare a fi etapa limitantă de viteză în sinteza serotoninei.
La plante, sinteza serotoninei este mult mai mare decât la mamifere. Explicația pentru nivelurile ridicate de serotonină este abundența oxigenului intracelular, a triptofanului și a enzimelor și cofactorilor necesari pentru producerea de 5-HT. Nivelurile de serotonină din plante depășesc cu mult cele observate în creierul animal, de aproximativ 100 de ori – de exemplu, coaja bananei are un nivel de 40 mg/g, în timp ce hipocampul șobolanului are un nivel de 0,4 mg/g.

## Căi de metabolizare
În organismul omului și animalelor serotonina se află, în special, în stare cuplată, deoarece serotonina liberă este supusă dezaminării de către monoaminooxidază (MAO), iar produsul final – acidul 5-hidroxi-3-indolacetic (5-HIAA) – se elimină pe cale urinară. MAO catalizează dezaminarea oxidativă a 5-HT, transformând-o în 5-hidroxi-3-indolacetaldehidă (5-HIAL), care este prelucrată în continuare în acid 5-hidroxi-3-indolacetic de către aldehid dehidrogenază. Există două tipuri de monoaminooxidază: MAO-A și MAO-B, localizate pe membrana mitocondriilor diferitelor țesuturi. MAO-A oxidează noradrenalina și serotonina și este abundentă în creier și în ficat; MAO-B, caracteristică pentru neuronii serotoninergici, are sediul principal în ficat, dar se găsește și în plămâni și în intestin. Pe lângă dezaminarea oxidativă mai există și alte căi de metabolizare a serotoninei, cum ar fi acetilarea și eterificarea prin cuplare cu acidul glucuronic.
În glanda pineală a vertebratelor, serotonina este metilată pentru a produce melatonină.